# Yves Montand
Ivo Livi, mais conhecido como Yves Montand (Monsummano Terme, 13 de outubro de 1921 —  Senlis, Oise, 9 de novembro de 1991), foi um ator e cantor italiano naturalizado francês.

## Biografia
Seu nome de batismo era Ivo Livi e embora nascido na Itália, ele foi o ator que melhor encarnou o mito do homem francês. Considerado menos bonito que Alain Delon mas mais simpático e carismático, Montand provou que além de um ótimo cantor era também um bom ator.
Comunista inicialmente e depois defensor da liberdade e contra qualquer ditadura, Montand foi parceiro constante do diretor Costa-Gavras com quem fez cinco filmes, entre eles "Z", "Estado de Sítio" e "A Confissão".
Estreou como ator em 1946 com o diretor Marcel Carné no filme "As Portas da Noite", mas se destacou também em "O Salário do Medo" de Henri-Georges Clouzot em 1952; "Adorável Pecadora" ao lado de Marilyn Monroe de 1960; "Paris Está em Chamas" de René Clement em 1966 e "Viver por Viver" de Claude Lelouch em 1967.
Foi casado por 30 anos com a atriz Simone Signoret até a morte dela em 1985, mas teve romances célebres com a cantora Edith Piaf no final dos anos 40 e com Marilyn Monroe.
Em 1982, apresentou-se no Teatro Municipal de São Paulo com um espetáculo de canções francesas.

## Filmografia
- 1946 - As Portas da Noite
- 1951 - Paris É Sempre Paris
- 1952 - O Salário do Medo
- 1954 - Napoleão
- 1955 - O Homem que Vendeu a Alma
- 1956 - Homens e Lobos
- 1957 - A Grande Estrada Azul
- 1958 - A Lei dos Crápulas
- 1960 - Adorável Pecadora
- 1961 - Mais Uma Vez...Adeus
- 1964 - Crime no Carro Dormitório
- 1966 - La guerre est finie
- 1966 - Paris Está em Chamas?
- 1966 - Grand Prix
- 1967 - Viver por Viver
- 1968 - Laços Eternos
- 1969 - Z
- 1970 - A Confissão
- 1970 - On a Clear Day You Can See Forever
- 1971 - La folie des grandeurs
- 1972 - Estado de Sítio
- 1973 - Vincent, François, Paul...e os Outros
- 1975 - Police Python 357
- 1979 - Um Homem, uma Mulher, uma Noite
- 1981 - Que Figura Meu Pai
- 1983 - Garçon
- 1986 - Jean de Florette
- 1986 - A Vingança de Manon